# 贝尔韦代雷府

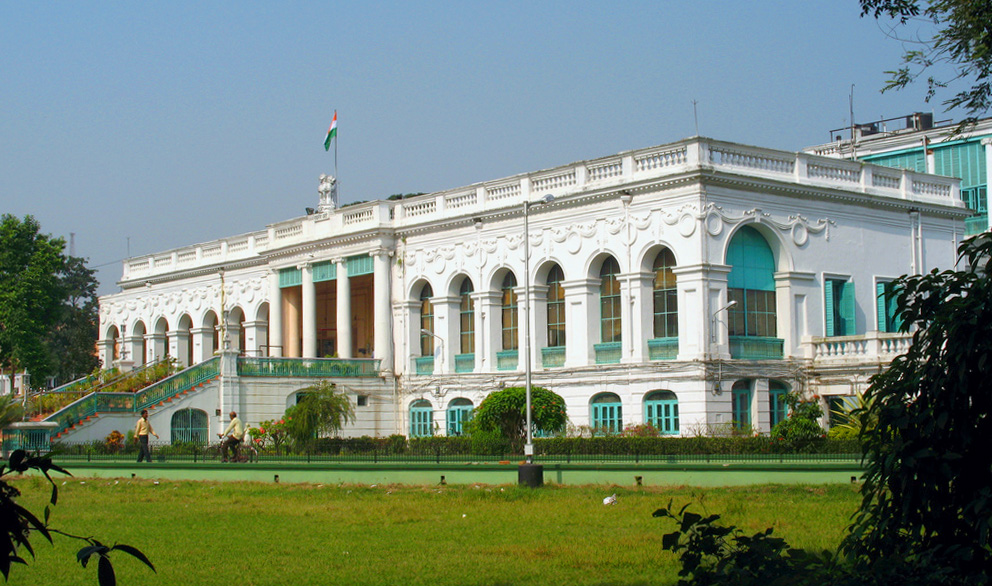

贝尔韦代雷庄园（Belvedere Estate）包括贝尔韦代雷府（Belvedere House）及其周围30-英畝（12-公頃） 的空地，自1948年以来印度国家图书馆设于其内。它位于加尔各答的阿利波尔(Alipore)区，靠近动物园。贝尔韦代雷府原为印度总督的官邸，后来成为孟加拉省总督的官邸。

## 历史
该建筑建于1760年代。被英国东印度公司强迫放弃孟加拉王位的米尔贾法尔，从穆尔斯希达巴德搬到加尔各答，住在东印度公司防御工事的安全范围内的阿利波尔。据信他在该区建造了许多建筑物，并将其中的贝尔韦代雷府送给英国总督沃伦·黑斯廷斯。此后，贝尔韦代雷府就成为印度总督的官邸。1854年，总督从贝尔韦代雷府搬到政府大楼（Government House），孟加拉副总督搬进贝尔韦代雷府。1912年，首都从加尔各答迁往德里，住在贝尔韦代雷府的孟加拉副总督升格为总督，搬进政府大楼。